# Ateuchus oblongum
Ateuchus oblongum är en skalbaggsart som beskrevs av Edgar von Harold 1883. Ateuchus oblongum ingår i släktet Ateuchus och familjen bladhorningar. Inga underarter finns listade.